# Джонатан Долимор
Джонатан Долимор (на английски: Jonathan Dollimore; р. 31 юли 1948 г., Лейтън Бъзард, Бедфордшир) e английски социолог и литературен теоретик.
Известен е с изследванията си върху ренесансовата драма, джендърните изследвания, цензурата, историята на идеите, изследванията на смъртта, и др. Представител на Културния материализъм – английския събрат на американския Нов историцизъм.

## Биография
След като напуска училище на 15-годишна възраст, Долимор работи на различни места, след което се връща, вече като зрял студент, в Университета Кийли, където се дипломира като бакалавър. Докторската си степен получава в Лондонския университет.
Като лектор в Университета на Съсекс той основава заедно с Алън Синфилд Центъра за изследване на сексуалното дисидентство, първата по рода си изследователска институция в страната. По-късно става професор по англицистика в Университета на Йорк.

## Творчество
Радикалната трагедия (1984, 2-ро изд. 1989, 3-то изд. 2004)
В първата си книга Долимор твърди, че хуманистичната литературноисторическа традиция лишава съвременния читател от своевременната радикална функция на ренесансовата английска драма, която се занимава с „критика на идеологията и демистифициране на политическите и власови отношения“. (4).
Политическият Шекспир: Студии по културен материализъм (1985, 2-ро изд. 1994)
Тръгвайки по същата пътека като Радикалната трагедия, този сборник със студии от водещи шекспироведи си поставя за цел заместването на идеята за надвремевия, хуманистичен и цивилизован Шекспир с автора, закотвен в социалните, политическите и идеологическите конфликти на своето време. Включени са студии и на Стивън Грийнблат и Катлийн Маклъски.
Сексуалното дисидентство (1991)
В Сексуалното дисидентство Долимор се захваща с това „да възвърне изгубените истории на перверзното“, като част от това намерение е проследяването на понятието „перверзно“ назад до етимологическите му корени в латинския и до епистемологическите му корени при Августин. Втората теоретична част поставя Фройд и Фуко в диалог върху субекта на перверзията, след което идва втората историческа част – за хомофобията.
Смъртта, желанието и загубата в културата на Запада (1998)
В широкообхватно проучване от Анаксимандър до СПИН Долимор се занимава с това, как нагонът да зачеркнеш себе си се крие в западните представи за идентичност и че в сексуалността могат да бъдат намерени преди всичко „перверзното, смъртното, екстатичното“.
Сексът, литература и цензурата (2001)
Долимор изследва връзката между етиката и естетиката, поставяйки във фокуса на своята работа върху литературата „опасното познание“. Той призовава за промяна в критическите ценности – преминаване от теоретично обучение към експериментална наука, подкрепяйки литературознанието, способно да бъде „с мощно историческо въображение вътре в перспектива, която е резистентна на анализ“ (p. 45).

## Идеи
„Перверзната динамика“ е едно от ключовите теоретични понятия на Долимор, въведено за първи път в Сексуалното дисидентство и доразвито в Сексът, литература и цензурата. „Перверзната динамика“ е призводството на перверзност вътре в множество социални структури, които се чувстват засегнати от него и често откриват война с него. Перверзният „друг“ е изхвърлен и сведен до дистанцирано чуждо тяло, каквото е трябвало да бъде, което позволява „проследяване на ‘другото’ като обратна страна на ‘същото’“ (р.33). Това връщане на потиснатото чрез най-близкото до него Долимор нарича „трансгресивно пренаписване“.

## Избрана библиография

### Авторски книги
- Radical Tragedy: Religion, Ideology and Power in the Drama of Shakespeare and his Contemporaries (Радикалната трагедия: Религията, идеологията и властта в драмата на Шекспир и съвременниците му). 1984.
- Sexual Dissidence: Augustine to Wilde, Freud to Foucault (Сексуалното дисидентство: От Августин до Уайлд, от Фройд до Фуко). 1991.
- Death, Desire and Loss in Western Culture (Смъртта, желанието и загубата в културата на Запада). Routledge, 1998.
- Sex, Literature, and Censorship (Сексът, литературата и цензурата). Polity Press, 2001.

### Редакция и съставителство
- The Selected Plays of John Webster: The White Devil, The Duchess of Malfi, The Devil's Law Case (съсъставител заедно с Алън Синфилд). Cambridge University Press, 1983.
- Political Shakespeare: Essays in Cultural Materialism (Политическият Шекспир: Студии по културен материализъм) (съсъставител заедно с Алън Синфилд). Cornell University Press (North America); Manchester University Press (UK), 1985.[1]

### По-важни студии след 2010
- „On Leaving“(За сбогуванията). – В: Crrritic! (eds. John Schad and Oliver Tearle), Sussex Academic Press, 2011.
- „A Civilization and its Darkness“ (Цивилизацията и нейният мрак). – В: Conrad's Heart of Darkness and Contemporary Thought (ed. Nidesh Lawtoo), Bloomsbury Academic, 2012.